# Chaetomitrium elmeri
Chaetomitrium elmeri är en bladmossart som beskrevs av Brotherus 1913. Chaetomitrium elmeri ingår i släktet Chaetomitrium och familjen Hookeriaceae. Inga underarter finns listade i Catalogue of Life.